# Мельник Тарас Васильович
Тара́с Васи́льович Ме́льник (17 січня 1954 смт Перечин, Закарпаття — 22 січня 2022) — український музикознавець, беззмінний директор фестивалю «Червона Рута», мешканець м. Києва.

## З життєпису
Народився 17 січня 1954 року.
З 1972 року навчався у Київській консерваторії, але у 1977 році, на п'ятому курсі був виключений за «буржуазний націоналізм» та відправлений на «виправні роботи» на завод, де він пропрацював два роки слюсарем. Закінчив консерваторію в 1980 році, у 1982-1985 роках - навчався в аспірантурі при Московській консерваторії за спеціальністю «муз. фольклористика» (1982–85; кл. В. Щурова),
У 1980–1982 роках — працював викладачем кафедри музичного виховання у Ніжинському державному педагогічному інституті ім. М. В. Гоголя. Пізніше викладав історію української музики в Національній Музичній Академії України ім. Чайковського.
Наукова і викладацька діяльність Тараса Мельника була сфокусована на Історії української музики, на відновленні забутих або замовчуваних імен і явищ, на знятті імперських штампів з методології дослідження творчості визнаних майстрів. Глибоко вивчав традицію партесного співу, спадок Д. Бортнянського, М. Березовського та інших композиторів. Мав феноменальну пам’ять – концентрованість і структурованість матеріалу справляли велике враження на його учнів.
В 1989 році, разом з Кирилом Стеценком та іншими товаришами зумів організувати та провести у м. Чернівцях перший фестиваль україномовної музики «Червона Рута».
Згідно спогадів Юрія Луканова, що був прес-секретарем і піар-менеджером першої Червоної Рути (1989), Тарас Мельник пішов до керівництва комсомолу України і зумів їх переконати виділити кошти на проведення фестивалю, оскільки відбувалась перебудова і від комсомолу вимагалося демонструвати прогресивність.
Кавалер ордену «За заслуги» III ступеня. Нагороджений за вагомий особистий внесок у розвиток українського музичного мистецтва, високий професіоналізм та з нагоди 20-ї річниці проведення першого Всеукраїнського фестивалю сучасної пісні та популярної музики «Червона рута».
Був одружений з Ольгою Володимирівною Мельник. Мав двох доньок. Молодша Соломія, 1984 р.н. - співачка і актриса, старша донька Ярослава, піаністка, загинула у 2005 році.
Понад місяць хворів на COVID-19 та перебував у тяжкому стані в лікарні м. Ужгорода. Помер 22 січня 2022 року (причина смерті — не повідомляється).